# Bessy-sur-Cure
Bessy-sur-Cure é uma comuna francesa na região administrativa de Borgonha-Franco-Condado, no departamento de Yonne. Estende-se por uma área de 10,53 km². Em 2010 a comuna tinha 193 habitantes (densidade: 18,3 hab./km²).